# D. D. Jackson (Musiker)
D. D. Jackson (* 25. Januar 1967 in Ottawa als Robert Cleanth Kainien Jackson) ist ein kanadischer Jazz-Pianist, Keyboarder, Komponist und Bandleader des Avantgarde Jazz.

## Leben und Wirken
Jackson begann mit sechs Jahren mit Klavierunterricht. Er studierte an der New Yorker Manhattan School of Music (Jazz) und der Indiana University (Klassische Musik); auch nahm er Unterricht bei Don Pullen und Jaki Byard. Zu Beginn seiner Karriere als Musiker arbeitete er mit Billy Bang und in Big Band Projekten von David Murray, Kip Hanrahan, Hamiet Bluiett sowie mit dem World Saxophone Quartet. Seit Mitte der 1990er Jahre nahm Jackson als Leiter eigener Formationen mit Musikern wie Murray oder Jack DeJohnette eine Reihe von Alben auf, wie das zweiteilige Werk Paired Down von 1996/97, auf dem er im Duette mit James Carter, Don Byron, Hugh Ragin, Ray Anderson, Murray, Billy Bang und anderen spielte. In dem Album Suite for New York (2003) verarbeitete er musikalisch seine Eindrücke vom 11. September 2001. Außerdem arbeitete Jackson mit Bob Weir, ehemaliges Mitglied der Band Grateful Dead, und mit Kip Hanrahan zusammen. Weiterhin half er seinem Mentor Don Pullen bei der Fertigstellung des Albums Earth Eagle First Circle.
Als Mitglied der Formation Lehman Engel BMI Musical Theatre Workshop schrieb er die Oper Trudeau: Long March/Shining Path über den früheren kanadischen Ministerpräsidenten. Mit Carl Kissin schrieb er die Musikkomödie Depresses, Depressed. Außerdem arbeitete Jackson fünf Jahre lang als regelmäßiger Autor der Kolumne Living Jazz im Down Beat. Er lebt in der Nähe von New York City.
Jackson verarbeitet in seinem Personalstil Einflüsse von Thelonious Monk, Don Pullen und Jaki Byard und verbindet dabei nach Richard Cook und Brian Morton Tradition und Innovation.

## Auswahldiskographie
Aufnahmen als Leader
- Peace Song (Justin Time, 1994) mit David Murray
- Rhythm Dance (Justin Time, 1995)
- Paired Down Vol 1 & 2 (Justin Time, 1997); Vol. 1 nominiert 1998 für einen Juno Award[1]
- …So Far (RCA Victor, 1999)
- Anthem (RCA Victor, 1999) mit James Carter, Jack DeJohnette
- Sigame (Justin Time, 2001)
- Suite for New York (Justin Time, 2003)
- Serenity Song (Justin Time, 2006)
- Live at Freedom of Sound: Solo Piano (2019)

Aufnahmen als Sideman
- Billy Bang: Bang On (Justin Time, 1997)
- Hamiet Bluiett: Same Space (Justin Time, 1997)
- David Murray: The Long Goodbye (DIW, 1990), Creole Project (Enja, 1997), Octet Plays Trane (Justin Time, 1999)
- World Saxophone Quartet: M'Biko (Justin Time, 1998)